# Yahya ibn Alí ibn Ghàniya
Yahya ibn Alí ibn Ghàniya (àrab: يحيى بن علي بن غانية, Yaḥyà ibn ʿAlī ibn Ḡāniya) fou valí de Balànsiya i Múrsiya (1133-1145) i Qúrtuba (1146-1148). Era fill d'Alí ibn Yússuf ibn Taixfín, emir almoràvit, i de la princesa Ghàniya i germà de Muhàmmad ibn Alí ibn Ghàniya, valí almoràvit de Mayurqa.
El 1133 participà en el setge d'Ifragha aportant tropes des de Balànsiya i desfent el setge, sembla que mantingué un combat singular amb el rei aragonès Alfons el Bataller, al qual ferí de mort. En esclatar la revolta contra els almoràvits, Yahya ibn Alí ibn Ghàniya comandava els almoràvits andalusins, i va fer front a la revolta però va acabar fugint a al-Mariyya. El 1146 va defensar Qúrtuba contra Alfons VII de Castella, del que finalment es va declarar vassall. Després del desembarcament almohade el 1146 va ser un dels darrers defensors dels almoràvits i va morir a Gharnata en 1148.
Dona nom al monestir d'Avinganya, ubicat en terres que foren de la seva propietat.